# Edge of Seventeen – Sommer der Entscheidung
Edge of Seventeen – Sommer der Entscheidung (Originaltitel Edge of Seventeen) ist eine US-amerikanische Tragikomödie und Romanze aus dem Jahr 1998.

## Handlung
Sommer 1984. Der 17-jährige Eric ist im letzten Jahr der High School in Sandusky (Ohio). Erics beste Freundin Maggie ist in ihn verliebt. Er würde gern mit ihr zusammen sein, aber ihre körperliche Anziehung beruht nicht auf Gegenseitigkeit. Während seines Sommerjobs in der Cafeteria eines Vergnügungsparks, lernt er seinen selbstbewussten Kollegen, den Studenten Rod kennen, mit dem er erste homosexuelle Erfahrungen sammelt. Als Rod plötzlich an die Ohio State University zurückkehrt, lässt das Eric mit gemischten Gefühlen zurück.
Eric ist sich jetzt über seine Sexualität sicher und beginnt auch äußerlich selbstbewusster aufzutreten. Er besucht die örtliche Schwulendisco „The Universal“, die von seiner Bekannten, der lesbischen Managerin Angie geführt wird. Angie ist es auch, die immer wieder zu ihm steht und ihn auf seinem Weg der Selbstfindung ermutigt.
Erics Mutter nimmt eine zweite Arbeit an, um ihrem Sohn eine Musikausbildung in New York zu ermöglichen. Erics Entwicklung bleibt ihr nicht verborgen. Als sie ihn direkt darauf anspricht, streitet er ab, „The Universal“ besucht zu haben.
Ein sexuelles Abenteuer auf dem Parkplatz vor der Disco und die Bekanntschaft mit dem Studenten Jonathan verwirren Eric. Mehrmals kehrt er zu Rod zurück, auch öffnet er sich seiner Freundin Maggie, schläft sogar mit ihr. Beide wollen die Beziehung zu ihm beenden. Schließlich outet sich Eric auch gegenüber seiner Mutter.
Am Ende des Films findet sich Eric im „The Universal“ wieder, wo Angie einen Auftritt als Sängerin hat. Dabei begegnet ihm auch Jonathan wieder.
Man ahnt, dass Eric seinen Weg an das Musikcollege in New York schaffen wird.

## Produktion
Todd Stephens versuchte in seinem Drehbuch akribisch die eigene Coming-Out-Erfahrung von 1984 nachzuerzählen. Alles sollte authentisch wirken. So wurde zum Beispiel der damals 24-jährige Darsteller des Rod, Andersen Gabrych, während des Castings gebeten, sich oberkörperfrei zu machen. Man wollte sicher gehen, dass er einen zu den 1980er Jahren passenden Oberkörper hatte und nicht etwa einen durchtrainierten von 1997.
Todd Stephens war auch als Regisseur vorgesehen. Als es ihm jedoch nicht gelang, sein eigenes Leben exakt filmisch zu reproduzieren, erlitt er am 6. von 30 Drehtagen einen Nervenzusammenbruch und verließ das Set. Produzent David Moreton übernahm die Regie. Stephens bezeichnete die Episode 17 Jahre später als wichtige Lektion für sein Leben: „Filme sind von der Realität inspiriert, aber man muss sie zu ihrem eigenen Ding werden lassen.“

## Kritik
Die von der Website Rotten Tomatoes anerkannten Kritiker bewerten den Film zu 80 % positiv. Die Nutzer der Internet Movie Database gaben ihm 6,8 von 10 Punkten.
Phoebe Flowers von The Miami Herald ordnete den Film in eine Reihe von Filmen mit ähnlicher Thematik ein und bemerkte: „Edge überspringt problemlos alle Archetypen, in die er einzutauchen scheint; Dies ist kein AIDS-Film, kein Film über die Ablehnung einer Familie und kein Film über Prügeleien auf dem Parkplatz. Es ist ein gutes Debüt-Drehbuch von Stephens, und Moreton ist in der Lage, seinen Nachwuchsschauspielern verblüffende Darstellungen zu entlocken, insbesondere Holmes, die an eine brünette Chloe Sevigny aus The Last Days of Disco erinnert und eine schöne, vorsichtige Darstellung von Erics Freundin abliefert ….“
Edward Guthman von SFGATE schrieb: „Anders als die übliche Schwulengeschichte, die oft in einer schnellen, modebewussten Stadtkultur angesiedelt ist, spielt Edge in Sandusky, Ohio, einer kleinen Stadt am Eriesee. Edge of Seventeen wurde von Todd Stephens geschrieben, der die Geschichte auf seinem Coming-out-Erlebnis in Sandusky im Jahr 1984 basierte. Es muss ihm Spaß gemacht haben, es zu schreiben, denn sein Drehbuch wirkt wie eine Checkliste mit Pop-Prüfsteinen aus dieser Zeit: Bronski Beat und die Eurythmics, Moog-Synthesizer, von Boy George inspirierte Frisuren und puderblaue Smokings beim High-School-Abschlussball.“ Über die Schauspieler schrieb Guthmann: „Stafford ist ein attraktiver Schauspieler, ebenso wie Tina Holmes, die wie eine brünette Meryl Streep aussieht und das Kleinstadtmädchen spielt, in das Eric sich zu verlieben versucht. Auch Lea DeLaria, eine ehemalige Komikerin aus San Francisco, sticht – lautstark – als die lesbische Butch hervor, die […] Eric unter ihre Fittiche nimmt.“ Guthmann kam zu dem Fazit: „Edge of Seventeen ist süß und liebevoll, aber es ist auch deutlich erkennbar, dass es sich um eine Erstlingswerk handelt. Regisseur David Moreton hat zuvor noch keinen Spielfilm gedreht und muss noch lernen, wie man eine Einstellung komponiert oder seine Schauspieler inszeniert.“
Roger Ebert meinte: „In Edge of Seventeen geht es mehr um Sex und weniger um Liebe als in den meisten Coming-out-Filmen. Der junge Held Eric scheint direkt auf Schwulenbars und leere Promiskuität aus zu sein, ohne Zwischenstufen der Selbstfindung, des Idealismus oder der Eigenschaften zu durchlaufen, die im Codewort Pride enthalten sind. Er möchte voller Vorfreude eine Schlampe werden. Das macht ihn nicht ungewöhnlich; Bei vielen Teenagern ist die Libido stärker als die Intelligenz. Irgendwann wird er erwachsen.“ Bezüglich der Schauspieler fiel Ebert auf: „Maggie, Erics Mutter, und Angie, die Managerin, sind die am besten umgesetzten Charaktere im Film, in dem es keinen einzigen positiv gezeichneten männlichen Homosexuellen gibt.“
Steve Davis von The Austin Chronicle fand, der Film „schreckt nicht zurück, wenn es um die unsexy Darstellung von Erics ersten Begegnungen mit anderen Männern, sein unberechenbares und selbstzerstörerisches Verhalten oder seine verzweifelten Versuche geht, heterosexuell zu wirken. In der Szene, in der er seiner langjährigen Freundin Maggie sein Doppelleben gesteht, geht es ebenso um ihre Qualen wie um seine.“
Vielen Rezensenten bemerkten eine Häufung von Filmen mit schwuler Thematik Ende der 1990er Jahre. So auch David Ehrenstein von Miami News Time: „Die Kinos sind voller Coming-out-Geschichten über schwule Teenager. Aber die sind alle britischen Ursprungs, und keine von ihnen geht so offenherzig und (Gott sei Dank!) so erotisch mit Sex um wie Edge of Seventeen. Und an den Grenzen des Eros kommt der schwule Vorstoß zum Zuge.“
Desson Howe von The Washington Post bezeichnete die Flut schwuler Filme als eine Art „rosa Agitprop für bereits Bekehrte.“ Offensichtlich sei dieser Film nicht jedermanns Sache. „Aber wenn jemand ein Crossover-Publikum durch das schwule Terrain führen kann, dann ist es Stafford. Als Eric ist seine unbändige Vorfreude spürbar, wenn er allein mit Rod im Auto sitzt. Durch seine Augen kann man spüren, dass hier so viel auf dem Spiel steht, nicht zuletzt seine Unschuld. Und als er beginnt, seine Sexualität zu akzeptieren und sich mit zunehmender Extravaganz dem Boy-George-Ende des Spektrums zuwendet, ertappt man sich fast dabei, wie man Karma Chameleon anstimmt.“
Immer wieder wurde die Lea DeLaria in ihrer Rolle der Angie positiv erwähnt. So auch von Joe Reid vom Decider: „Lea DeLaria aus Orange Is the New Black spielt Erics Sommerjob-Chefin und ist am Ende das, was einem Mentor am nächsten kommt. Wie sie auf OITNB gezeigt hat, ist DeLaria eine dynamische Präsenz, die zu einer eher unerwarteten Sensibilität fähig ist. Die Art und Weise, wie sie sich Eric annähert, nachdem er sich geoutet hat, ist ein schöner Kontrast zu den Szenen mit seiner Mutter, die offenbar nicht anders kann, als sich zu distanzieren, nachdem er sich ihr gegenüber geoutet hat. Das ist eine großartige Szene, allein schon wegen ihrer Komplexität. Sie liebt ihn – sagt es ihm –, aber ihre Körpersprache ist steif geworden. Es ist weder eine völlige Ablehnung noch eine völlige Unterstützung.“ Über den Drehbuchautor schrieb Reid: „Es ist eine Schande, dass wir Todd Stephens, den Autor des Films, an die Parodie verloren haben (er hat Another Gay Movie gedreht). Filme, die so scharfsinnig und klug beobachtet wurden wie Edge of Seventeen, waren im Bereich der Schwulenfilme der 90er-Jahre selten. Um ehrlich zu sein, wäre diese Art von Innensicht heute in weiteren Filmen sehr willkommen.“